# C413S
C413S（シー よんいちさん エス）は、ソニー（現・ソニーモバイルコミュニケーションズ）が国内向けに開発・製造し、auブランドを展開するKDDI、および沖縄セルラー電話が発売していた第二世代携帯電話（cdmaOne）端末である。
日本の携帯・PHS端末として初めてBluetooth機能を搭載した。

## 特徴
EZweb@mailに対応する端末である。最大の特徴であるBluetooth機能は1.0b+CE（Critical Errata）が採用され、同機能を利用してPCやPDAをダイヤルアップ接続するほか、他のBluetooth対応携帯電話やPCなどとの間でアドレス帳やスケジュール、データフォルダ内のデータ送受信が可能である。また、Bluetoothを利用して楽しむゲーム「ミラクルラバーズ」がプリセットされ、他のC413Sとの間で相性占いなどが楽しめる。ただしヘッドセットプロファイルはサポートしていないため、Bluetoothヘッドセットを直接Bluetooth接続することはできない。
C406SやNTTドコモのSO503iなど、当時すでに折りたたみ型が増えていたソニーとしては久方ぶりのストレート型端末でもあった。本体色のうちバイオレットは、同じソニーのノートパソコンVAIOの本体色を意識したものと言われており、ソニー本体が開発・製造した最後のau端末でもある。その後、本体ロゴの「SONY」表記はXperia VL SOL21までされなくなる。

## GLAY PHONE
出典: (3)
C413Sをベースに、GLAYのロゴをあしらったコラボレーションモデル。特製の起動画面がセットされており、この端末のみアクセスできる専用サイトでGLAYのコンサートチケット先行予約、CDジャケットの待ち受け画面や楽曲の着信メロディのダウンロードといったコンテンツが提供されていた。販売はGLAYの公式サイトや所属プロダクションMusic Up Networkへの電話申込みなどでのみ行われた。

## 沿革
- 2001年02月28日 - テレコムエンジニアリングセンター(TELEC)による技術基準適合証明（技術基準適合証明番号XZAA0000419～0000423）
- 2001年03月06日 - TELECによる技術基準適合証明（技術基準適合証明番号NYCA0003493～0003497）
- 2001年03月30日 - TELECによる技術基準適合証明（技術基準適合証明番号NYCA0003609～0003668）
- 2001年04月02日 - TELECによる技術基準適合証明（技術基準適合証明番号XZAA0000444～0000503）
- 2001年04月13日 - TELECによる技術基準適合証明の工事設計認証（工事設計認証番号XZAA0042、NYCA0135）
- 2001年04月27日 - 電気通信端末機器審査協会による技術基準適合認定の設計認証（設計認証番号A01-0334JP、J01-0106）
- 2001年10月22日 - TELECによる技術基準適合証明の工事設計認証（工事設計認証番号XZAA1004、NYDA1034）
- 2012年07月22日 - L800（旧800）MHz帯エリアでのサービスの停波、およびcdmaOneサービス終了により使用はこの日限りとなる。